# 대한민국-카자흐스탄 관계
대한민국과 카자흐스탄의 관계는 카자흐스탄 독립 직후인 1992년 1월 28일에 수립되었다. 그 이후로 양국 관계는 꾸준히 성장해 왔다. 두 나라 사이의 협력은 정치, 경제, 교육 분야에서 성장했다. 카자흐스탄(고려인으로 알려진)에 거주하는 교포 10만 명의 존재는 양국 간의 추가적인 연결고리를 만들어낸다.
대한민국은 카자흐스탄 아스타나에 주카자흐스탄 대한민국 대사관을 두고 있으며 알마티에 주알마티 대한민국 총영사관을 두고 있다. 카자흐스탄은 대한민국 서울에 주한 카자흐스탄 대사관을 두고 있고 부산에 주부산 카자흐스탄 총영사관을 두고 있다.

## 역사
대한민국과 카자흐스탄은 1992년 1월 정식으로 수교하였다. 곧 그 후 대한민국 정부는 1992년에 카자흐스탄 알마티에 주카자흐스탄 대한민국 대사관을 열었고, 카자흐스탄 정부는 1996년에 대한민국 서울에 주한 카자흐스탄 대사관을 열었다. 1997년에 카자흐스탄이 알마티에서 아스타나로 수도를 옮기면서 주카자흐스탄 대한민국 대사관도 아스타나로 이전했다. 2008년에는 대한민국 정부가 카자흐스탄 알마티에 주카자흐스탄 대한민국 대사관 알마티 분관을 설립했는데, 이는 이후 2015년에 주알마티 대한민국 총영사관으로 승격되었다. 2009년에는 전략적 동반자 관계로 격상되었다. 2022년에는 카자흐스탄 정부가 대한민국 부산에 주부산 카자흐스탄 총영사관을 설립했다.
카자흐스탄 대통령 누르술탄 나자르바예프는 1995년과 2003년 두 차례 한국을 공식 방문했다. 2004년 대한민국 대통령 노무현은 카자흐스탄을 방문했고, 이후 이명박 대통령도 전임 대통령처럼 2009년 카자흐스탄을 방문했다. 박근혜 대통령은 2014년 그녀가 대통령과 나자르바예프 대통령과 투자 경제 협력과 기술 교류를 증진하기로 합의하였고, 이후 카자흐스탄을 방문했다. 문재인 대통령은 2019년 토카예프 대통령과 정상회담을 가졌다. 그 외에도 카자흐스탄의 장관, 시장 등 다양한 고위 및 하위 공무원들이 양국 간 정례적으로 방문한다.

## 문화/교육 관계
2005년 노무현 대통령의 카자흐스탄 방문에 대응하여 한국카자흐스탄학술협회(AKSK)가 창립되었다. 이 협회는 카자흐스탄의 다양한 민족에 대한 학문적 연구 개선뿐만 아니라 양국 간의 상호 관계 개선을 목표로 하고 있다.

## 고려인
카자흐스탄과 한국의 관계는 고려인의 존재로 인해서 더욱 특별하다. 1930년대 후반에 수천명의 소련의 연해주 지역에서 거주하고 있었던 조선 출신의 유민들이 스탈린의 명령으로 인하여 멀리 중앙아시아로 추방되었다. 이는 당시 일본 제국과 사이가 좋지 않았던 소련이, 연해주 지역에서 활동하고 있었던 일본제국 출신 공작원들을 색출하기 위한 것으로 추정된다. 이렇게 연해주에서 중앙아시아로 추방되어 흩어진 사람들은 오늘날 고려인이라고 알려져 있다. 카자흐스탄 영토에는 아직도 10만 명의 고려인 교포가 살고 있는 것으로 추산된다. 이러한 한민족의 존재는 두 나라 사이의 관계를 강화하는데 도움이 된다. 카자흐스탄 출신 고려인 3세 및 4세 유학생들은 한국에서 유학을 하고 직업을 잡기도 한다.

## 같이 보기
- 카자흐스탄의 대외 관계
- 대한민국의 대외 관계